# مارتین آلوند
 مارتین آلوند (انگلیسی: Martín Alund؛ زادهٔ ۲۶ دسامبر ۱۹۸۵) یک تنیس‌باز اهل آرژانتین است.